# Omar Calhoun
Omar L. Calhoun (ur. 26 listopada 1993 w Nowym Jorku) – amerykański koszykarz, występujący na pozycji rzucającego obrońcy, obecnie zawodnik Joensuun Kataja.
W 2011 zdobył brązowy medal w turnieju Nike Global Challenge. Został też zaliczony do I składu imprezy. Rok później wziął udział w meczu gwiazd amerykańskich szkół średnich All-American Championship, podczas którego zdobył tytuł MVP. Wybrano go również najlepszym zawodnikiem szkół średnich stanu Nowy Jork (New York Gatorade Player of the Year). Wyróżniono go także nominacją do I składu Parade All-American.
Był zawodnikiem fińskiego klubu Espoo United.
15 września 2019 dołączył do Arged BM Slam Stali Ostrów Wielkopolski. 10 października opuścił klub za porozumieniem stron. Dzień później zawarł umowę z fińskim Joensuun Kataja.

## Osiągnięcia
Stan na 28 listopada 2019, na podstawie, o ile nie zaznaczono inaczej.
NCAA
- Mistrz:
  - NCAA (2014)
  - turnieju konferencji American Athletic (AAC – 2016)
- Uczestnik rozgrywek II rundy turnieju NCAA (2014, 2016)
- Zaliczony do I składu:
  - debiutantów:
    - Freshman All-America (2013 przez CollegeInsider.com)
    - Big East (2013)

  - American Athletic Conference All-Academic (2014)

Drużynowe
- Finalista superpucharu Polski (2019)[5]